# خولیو کامبا
خولیو کامبا (انگلیسی: Julio Camba؛ زادهٔ ۶ ژوئن ۱۹۹۶) بازیکن فوتبال اهل اسپانیا است.
از باشگاه‌هایی که در آن بازی کرده‌است می‌توان به باشگاه فوتبال لوگو اشاره کرد.